# George Keys
George Arthur Keys (født 12. december 1959 i Christchurch, New Zealand) er en newzealandsk tidligere roer og dobbelt verdensmester.
Keys vandt en bronzemedalje for New Zealand i disciplinen firer med styrmand ved OL 1988 i Seoul. Ian Wright, Christopher White, Greg Johnston og styrmand Andrew Bird udgjorde resten af besætningen. I finalen kom den newzealandske båd ind efter Østtyskland og Rumænien, der vandt henholdsvis guld og sølv. Han deltog også ved OL 1984 i Los Angeles, som del af den newzealandske otter, der sluttede på fjerdepladsen.
Keys vandt desuden to VM-guldmedaljer i otter i henholdsvis 1982 og 1983.

## OL-medaljer
- 1988:  Bronze i firer med styrmand